# Gabriel Bosque
Gabriel Alejandro Bosque Toro (Santiago, 1967) es un profesor de castellano, dramaturgo y político chileno, militante del Partido Comunista de Chile (PCCh). Entre septiembre de 2022 y marzo de 2023 se desempeñó como subsecretario de Educación de su país, bajo el gobierno del presidente Gabriel Boric.

## Familia y estudios
Oriundo de Santiago, cursó su educación básica en la comuna de La Granja y su educación secundaria en el Instituto Nacional General José Miguel Carrera. Se tituló de pedagogía en castellano de la Universidad de Talca, siendo presidente del Centro de Alumnos de la carrera y presidente de la Federación de Estudiantes de la universidad en 1988. Posteriormente realizó un magister en educación en la Universidad de Santiago de Chile.
Estuvo casado con Elisabeth Gómez, militante comunista y profesora, con quien tuvo un hijo llamado Víctor.

## Trayectoria profesional
Tras titularse se desempeñó como profesor en diversos establecimientos educacionales de la Región de O'Higgins, especialmente en el Liceo Presidente Pedro Aguirre Cerda de Rancagua, donde ejerció como docente entre 1996 y 2012. La Universidad de Santiago lo trasladaría al Liceo Industrial de Nueva Imperial, siendo director del recinto entre 2013 y 2016.
Luego, entre los años 2016 y 2022 trabajó como encargado Territorial del Programa de Acceso Inclusivo a la Educación Superior de la Universidad de Santiago. Paralelamente realizó clases de Pedagogía en educación superior en la Universidad Católica Cardenal Raúl Silva Henríquez y la Universidad de O'Higgins.
También se ha dedicado a la dramaturgia y la dirección teatral, llegando a presentar sus obras en el Teatro Regional de Rancagua.

## Trayectoria política
Militante del Partido Comunista de Chile (PC), el 17 de marzo de 2022 fue nombrado como secretario regional ministerial (Seremi) de Educación de O'Higgins por el presidente Gabriel Boric. Se mantuvo en el cargo hasta el 8 de septiembre del mismo año, cuando fue designado como titular de la Subsecretaría de Educación (dependiente del Ministerio homónimo) en reemplazo del también militante comunista, Nicolás Cataldo.